# Chatham-Albatros
Der Chatham-Albatros (Thalassarche eremita) ist eine Vogelart aus der Familie der Albatrosse. Er wurde lange Zeit als Unterart des Weißkappenalbatros eingeordnet, wird aber seit 1998 als eigenständige Art betrachtet. Die Art wird von der IUCN als gefährdet (vulnerable) eingestuft. Grund für die Einordnung ist der Bestand von lediglich 11.000 geschlechtsreifen Individuen und das sehr kleine Brutgebiet. Außergewöhnliche Ereignisse wirken sich sehr schnell stark auf den Bestand aus. Mehrere starke Stürme im Jahr 1985 haben auf der einzigen Insel, auf der Chatham-Albatrosse brüten, die Zahl der möglichen Brutplätze deutlich reduziert. Die Langleinenfischerei ist ein weiterer bestandsgefährdender Faktor für diese Art.

## Erscheinungsbild

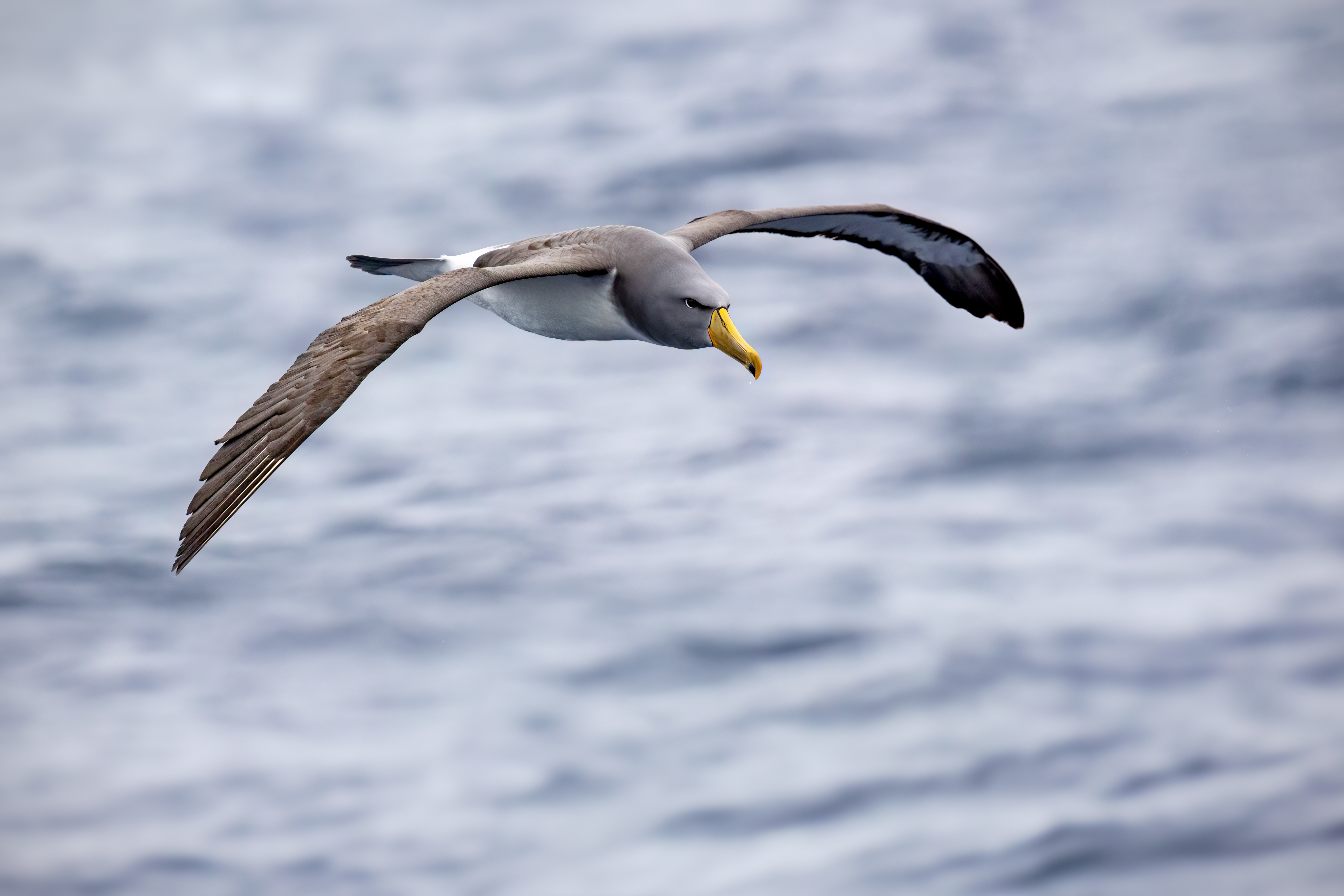
Chatham-Albatros im Flug

Der Chatham-Albatros ist geringfügig größer als der Weißkappenalbatros. Die Flügellänge beträgt 54 bis 59 Zentimeter, das Gewicht 3,1 bis 4,7 Kilogramm. Er ist damit ein mittelgroßer Albatros. Der Kopf ist dunkelgrau und kontrastiert deutlich mit der weißen Körperunterseite und den weißen Unterflügeln, die an den Flügelrändern eine dunkle Linie aufweisen. Das dunkle Auge ist von einem dunklen, dreieckigen Fleck umgeben. Dies verleiht dem Chatham-Albatros einen Gesichtsausdruck, der auf den menschlichen Betrachter streng und ernst wirkt. Der Schnabel ist leuchtend gelb, die Spitze des Unterschnabels ist schwarz. Die Beine und Füße sind bläulich-grau.
Jungvögel ähneln den adulten Chatham-Albatrossen stark. Sie haben lediglich einen dunkleren Schnabel und auch das Gesicht und die Kehle sind dunkler als bei adulten Vögeln. 

## Galerie

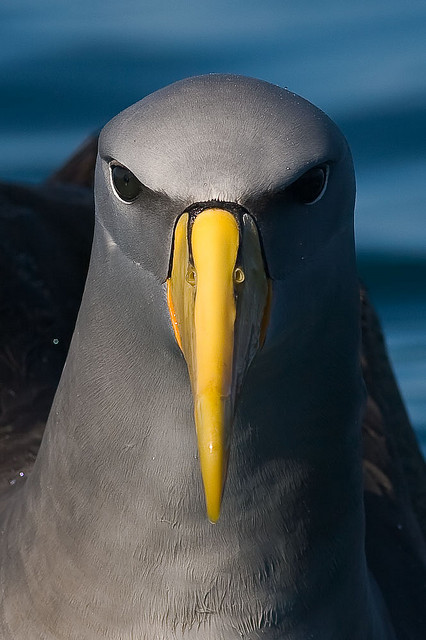
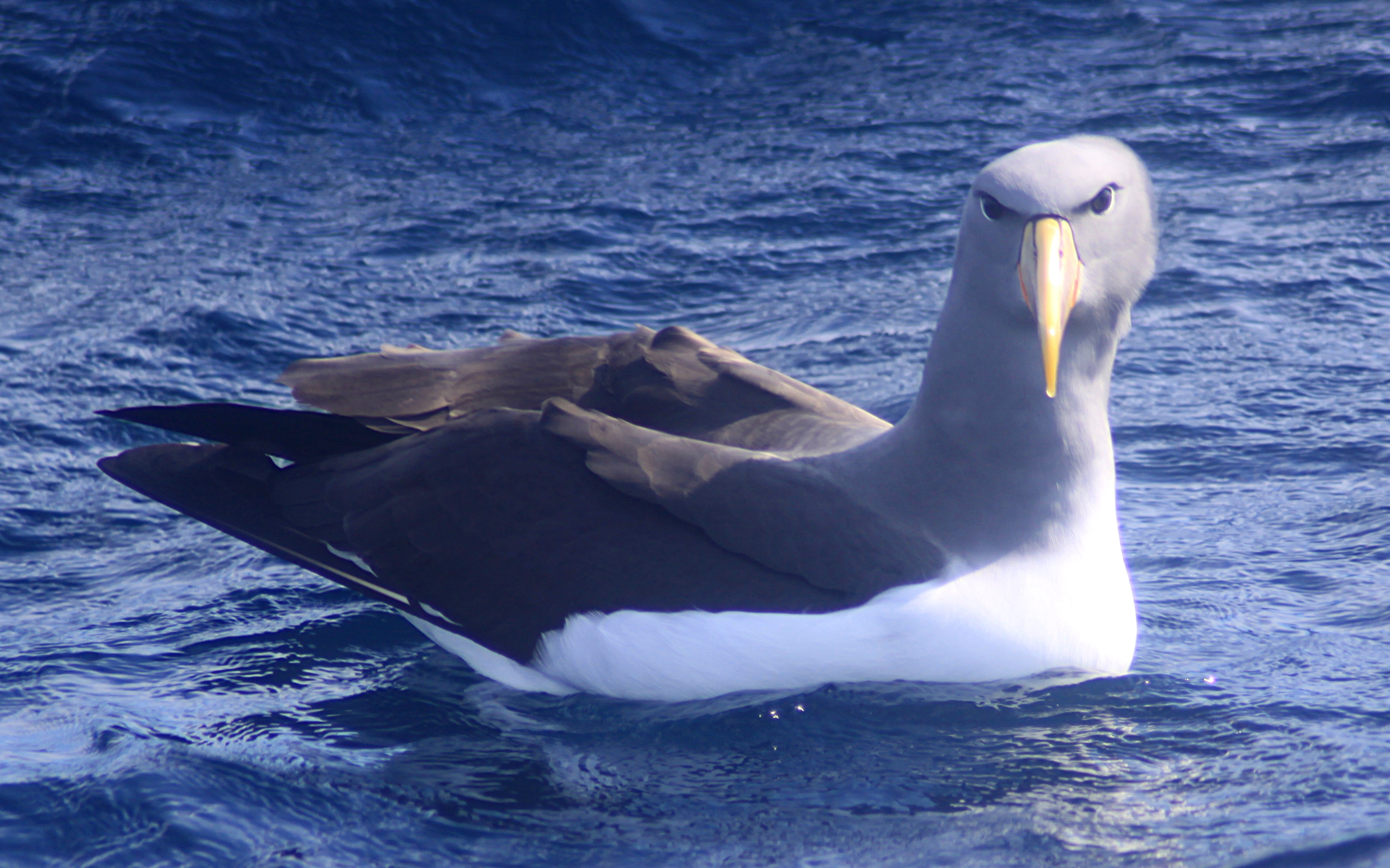
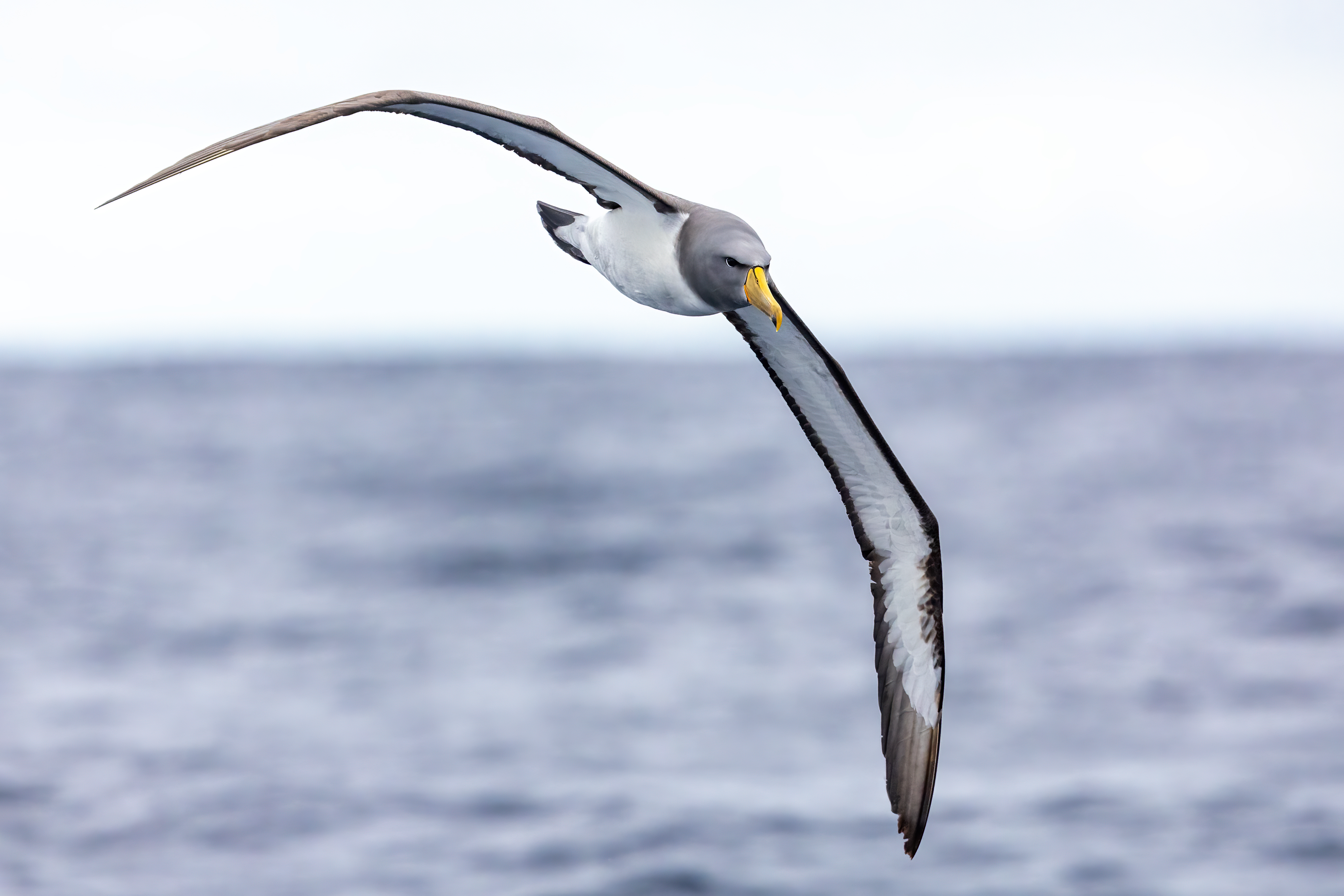
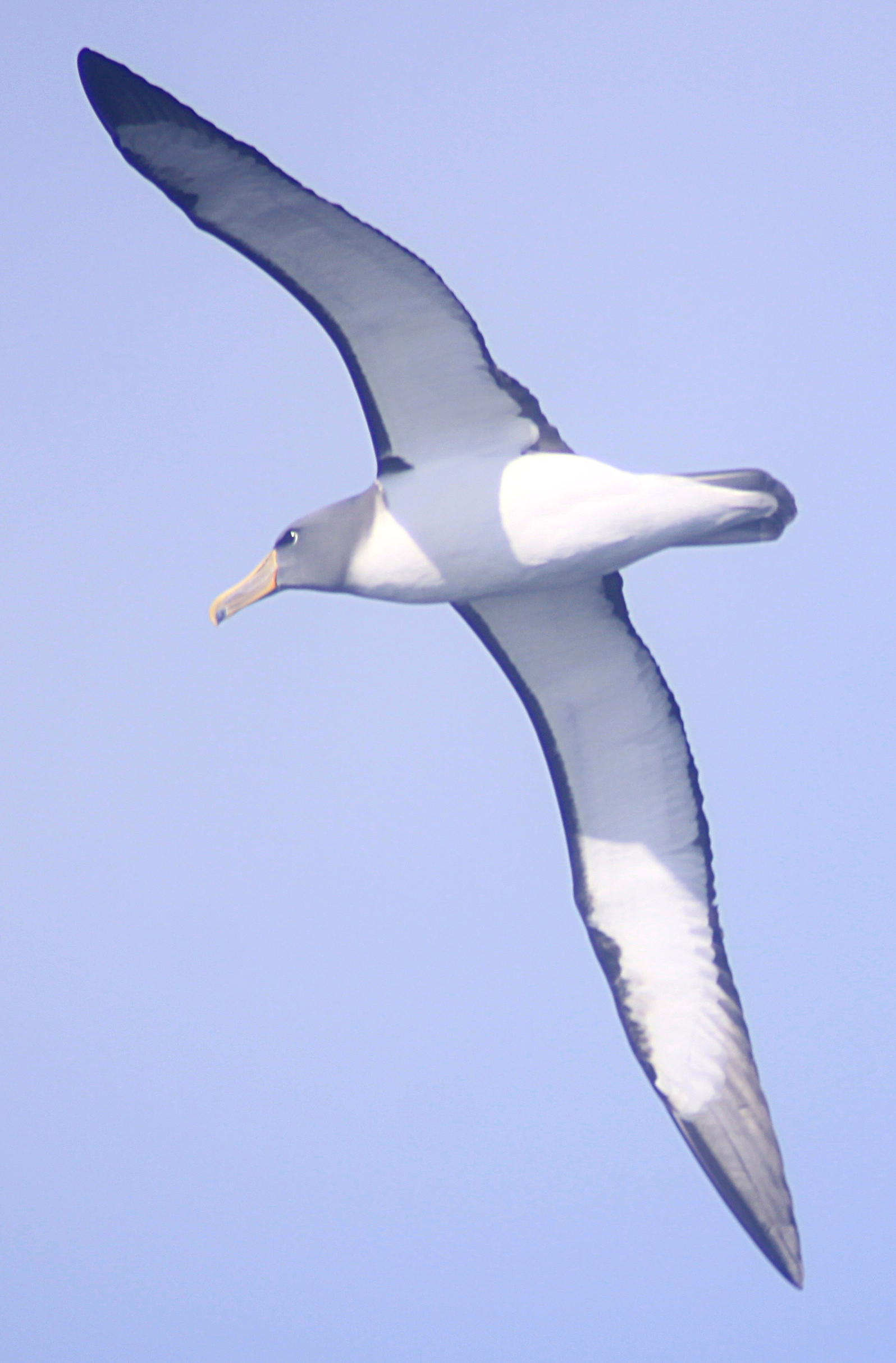
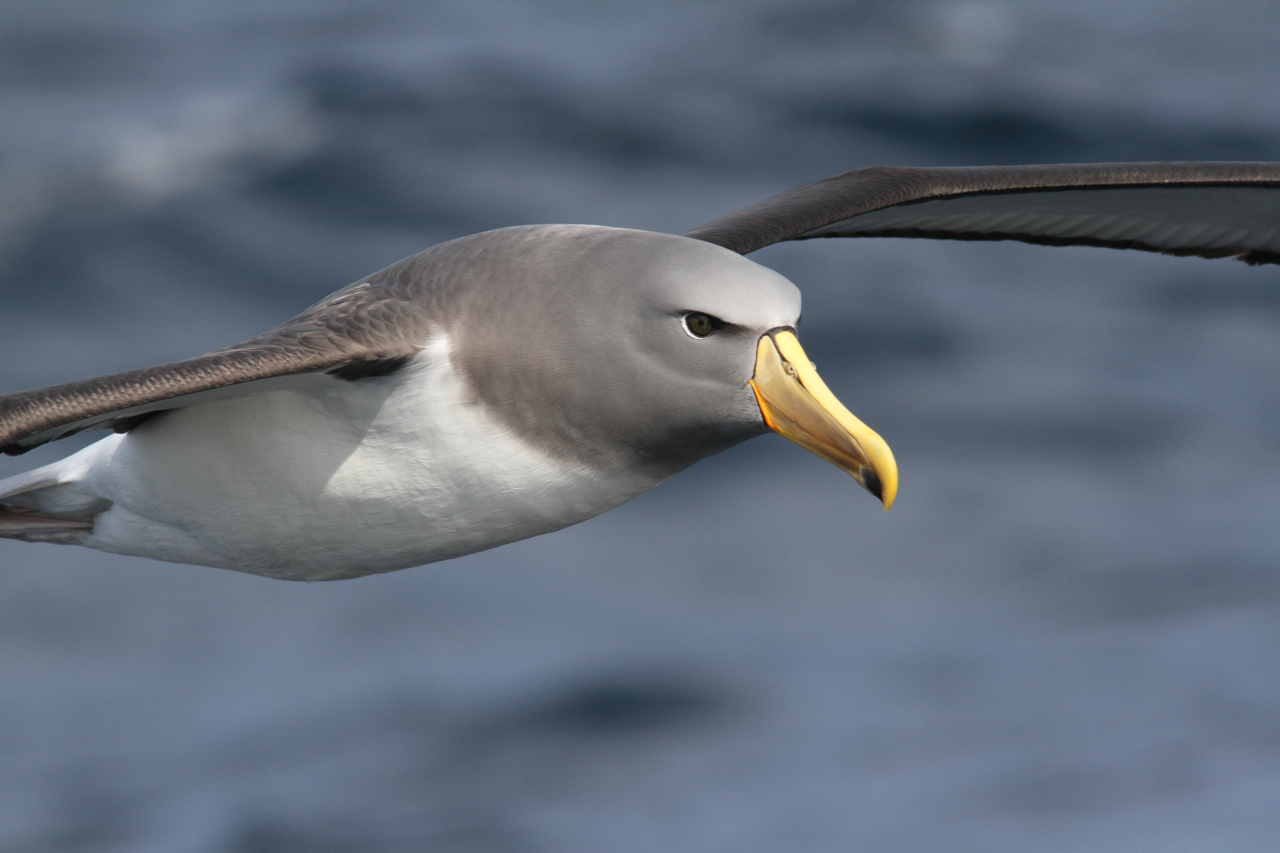

## Verbreitungsgebiet

Verbreitungsgebiet

Der Chatham-Albatros brütet ausschließlich auf The Pyramid, einer zu den Chatham-Inseln gehörenden Insel. Belegt ist außerdem ein nicht erfolgreicher Brutversuch auf den Snaresinseln. Nicht brütende Vögel halten sich in einer Region auf, die vom Westen Tasmaniens bis an die Küste Chiles reicht. Vor der Küste Perus überwintert ein größerer Teil der Population. Zahlreiche Individuen halten sich in dieser Zeit über Gewässern auf, die östlich von Neuseeland liegen. Ein Chatham-Albatros wurde allerdings auch schon vor der Küste Südafrikas beobachtet.

## Nahrung
Der Chatham-Albatros frisst Fische, Kopffüßer, Rankenfußkrebse und andere Krebstiere. Er nimmt seine Nahrung überwiegend von der Gewässeroberfläche auf, taucht aber gelegentlich auch ins Wasser ein. Während der Nahrungssuche ist er häufig mit anderen Albatrossen und anderen Seevögeln vergesellschaftet. Während der Brutzeit sucht er seine Nahrung in der Nähe der Brutkolonien. Er lebt außerhalb der Fortpflanzungszeit einzelgängerisch. 

## Fortpflanzung
Der Chatham-Albatros ist ein Koloniebrüter. Er brütet jährlich, die Fortpflanzungszeit beginnt im  August und September. Das Nest befindet sich auf Hügeln und Klippen, die seewärts ausgerichtet sind. Es wird aus Schlamm, Guano, Federn und anderem Material errichtet. Das Gelege besteht aus einem Ei. Das Ei hat eine weißliche Schalenfarbe mit rotbraunen Flecken am breiteren Ende. Die Brutzeit dauert 66 bis 72 Tage. Der Jungvogel wird im Zeitraum Februar bis Dezember flügge.

## Belege

### Einzelbelege
1. ↑   BirdLife Factsheet zum Chatham-Albatros, aufgerufen am 27. November 2010.
2. 1 2   Shirihai, S. 117.
3. 1 2   Shirihai, S. 116.